# Península de Jaffna
Península de Jaffna es un área y península en la Provincia del Norte, Sri Lanka. Es el lugar donde se encuentra la ciudad capital de la provincia, Jaffna y comprende gran parte de los territorios de los antiguos reinos Tamiles de naga y el reino medieval de Jaffna. La península esta sobre todo rodeada de agua, conectada con el resto de la isla por una pequeña franja de tierra. Su forma asemeja a una cabeza de cobra o serpiente.
A 25 km al oeste de la península, se encuentra la isla de Analativu.